# Список правоохоронних органів Німеччини
Правоохоронна діяльність у Німеччині здійснюється федеральними, земельними та муніципальними правоохоронними органами.

## Федеральні правоохоронні органи
- Поліція Бундестагу Німеччини (Polizei DBT): Федеральна парламентська поліція, відповідальна за охорону приміщень Бундестагу в Берліні. Щоб забезпечити незалежність законодавчої влади від виконавчої, ця поліція підпорядкована не міністру внутрішніх справ, а голові Бундестагу.

### Федеральне міністерство оборони
- Військова поліція: Військова поліція Федеральних сил оборони

### Федеральне міністерство фінансів
- Федеральне митне управління: Федеральна митна служба
  - Митний відділ кримінального розшуку (ZKA): Бюро митних розслідувань
    - ЦУЗ (Центральна група митного забезпечення): тактичний підрозділ митної поліції

### Федеральне міністерство внутрішніх справ
- Федеральне управління кримінальної поліції (BKA): Федеральне управління кримінальної поліції (роль від Федерального управління розслідувань)
  - Підрозділ місії за кордоном і спецопераціями (BKA ASE): підрозділ безпосередньої охорони в небезпечних зонах
- Федеральна поліція (BPOL): Федеральна поліція
  - ОМОН (BePo): відділ поліції федеральної поліції
    - BFE (підрозділ збереження та арешту доказів): Федеральний відділ захисту доказів і арештів
    - BFE+ (підрозділ збереження та арешту доказів плюс): Федеральний відділ захисту доказів і арештів із розширеними п

  - Управління федеральної поліції 11 (Управління федеральної поліції 11): Командувач BPOL і спеціальних сил безпеки
  - Авіаційна ескадрилья федеральної поліції: Авіаційна група федеральної поліції
  - Федеральна берегова охорона Німеччини: Федеральна берегова охорона
  - GSG 9 (GSG 9 Федеральної поліції): поліцейський тактичний підрозділ Федеральної поліції
  - MFE (підрозділ мобільного пошуку): спеціальний підрозділ для закритого (індивідуального та технічного) спостереження
  - Завдання поліції охорони за кордоном (PSA BPOL): Сила охорони безпеки німецьких дипломатичних представництв

## Державні правоохоронні органи

### Структура
- Державна поліція: державна поліція
  - Дорожній патруль: Дорожній патруль державної поліції
  - Баварська прикордонна поліція (GrePo): прикордонна поліція виключно землі Баварія
  - Поліція з питань заворушень (BePo): Відділення поліції з питань заворушень державної поліції
    - BFE (Evidence Preservation and Arrest Unit): спеціальний підрозділ державної поліції

  - Департамент кримінального розслідування (KriPo): Детективне відділення державної поліції
  - MEK (Mobile Einsatzkommando): спеціальний підрозділ для спостереження та затримання
  - Поліція захисту (SchuPo): відділення державної поліції у формі
  - SEK (Загін спеціального призначення): поліцейський тактичний підрозділ Державної поліції
  - Wachpolizei (WaPol): відділення державної поліції для безпеки державних урядових будівель або дипломатичних установ, лише в землях Берлін і Гессен
  - Водна поліція (WSP): річковий відділ державної поліції
- Державне кримінальне управління (LKA): («Державне кримінальне управління») Державне бюро розслідувань, у деяких штатах підпорядковане поліції штату
  - MEK (Mobile Einsatzkommando): більшість LKA використовують власну MEK, яка діє незалежно від звичайної поліції MEK.
- Юстиція: Служба виконання покарань

### Допоміжні сили державної поліції
- Добровільна поліцейська служба: допоміжні поліцейські сили в землях Баден-Вюртемберг і Гессен
- Партнер безпеки: допоміжні поліцейські сили землі Бранденбург
- Security Watch: допоміжні поліцейські сили в землях Баварія та Саксонія

### Список державних поліцейських сил
- Поліція землі Баден-Вюртемберг
- Державна поліція Баварії
- Берлінська поліція
- Поліція Бранденбурга
- Бременська поліція
- Поліція Гамбурга
- Поліція землі Гессен
- Поліція Нижньої Саксонії[de]
- Mecklenburg-Vorpommern Police[de]
- Поліція землі Північний Рейн-Вестфалія
- Поліція землі Рейнланд-Пфальц
- Поліція Саарланда
- Saxony Police[de]
- Муніципальні правоохоронні органиSaxony-Anhalt Police[de]
- Поліція Шлезвіг-Гольштейна
- Thuringia Police[de]

## Муніципальні правоохоронні органи

### Органи забезпечення муніципального порядку
- Служба муніципального порядку (KOD): Муніципальна правоохоронна служба, різні нормативні акти державного та місцевого законодавства
- Order Office (OA): «муніципальне замовлення», найпоширеніша назва
- Муніципальна служба правопорядку: «Муніципальна виконавча служба»

### Муніципальна поліція
- Поліцейський орган: місцевий «Поліцейський орган» у кількох штатах
- Муніципальна виправна служба (GVD): «Муніципальна служба забезпечення виконання кодексу» в землі Баден-Вюртемберг
- Муніципальна поліція або Stadtpolizei: «Громадська поліція» або «Міська поліція» в містах землі Гессен